# Torrecampo
Torrecampo é um município da Espanha na província de Córdova, comunidade autónoma da Andaluzia. Tem 197,3 km² de área e em 2021 tinha 1 020 habitantes (densidade: 5,2 hab./km²).

## Demografia
| Variação demográfica do município entre 1991 e 2004 | Variação demográfica do município entre 1991 e 2004 | Variação demográfica do município entre 1991 e 2004 | Variação demográfica do município entre 1991 e 2004 |
| --------------------------------------------------- | --------------------------------------------------- | --------------------------------------------------- | --------------------------------------------------- |
| 1991                                                | 1996                                                | 2001                                                | 2004                                                |
| 1571                                                | 1436                                                | 1420                                                | 1396                                                |